# Meinier
Meinier ist eine politische Gemeinde des Kantons Genf in der Schweiz.
Die ländliche Gemeinde umfasst die Weiler Meinier, Carre d'Amont, Carre d’Aval, Compois, Essert, Corsinge und Merlinge und befindet sich südöstlich des Genfersees.

## Bevölkerung
| Bevölkerungsentwicklung | Bevölkerungsentwicklung | Bevölkerungsentwicklung | Bevölkerungsentwicklung | Bevölkerungsentwicklung | Bevölkerungsentwicklung | Bevölkerungsentwicklung | Bevölkerungsentwicklung | Bevölkerungsentwicklung | Bevölkerungsentwicklung | Bevölkerungsentwicklung | Bevölkerungsentwicklung | Bevölkerungsentwicklung |
| ----------------------- | ----------------------- | ----------------------- | ----------------------- | ----------------------- | ----------------------- | ----------------------- | ----------------------- | ----------------------- | ----------------------- | ----------------------- | ----------------------- | ----------------------- |
| Jahr                    | 1412                    | 1518                    | 1816                    | 1900                    | 1950                    | 1970                    | 1990                    | 2000                    | 2010                    | 2012                    | 2014                    | 2017                    |
| Einwohner               | 26 Feuerstätten         | 40 F.                   | 503                     | 479                     | 497                     | 1288                    | 1546                    | 1696                    | 1910                    | 2012                    | 2080                    | 2161                    |

## Sehenswürdigkeiten
- Die Kirche Saint-Pierre

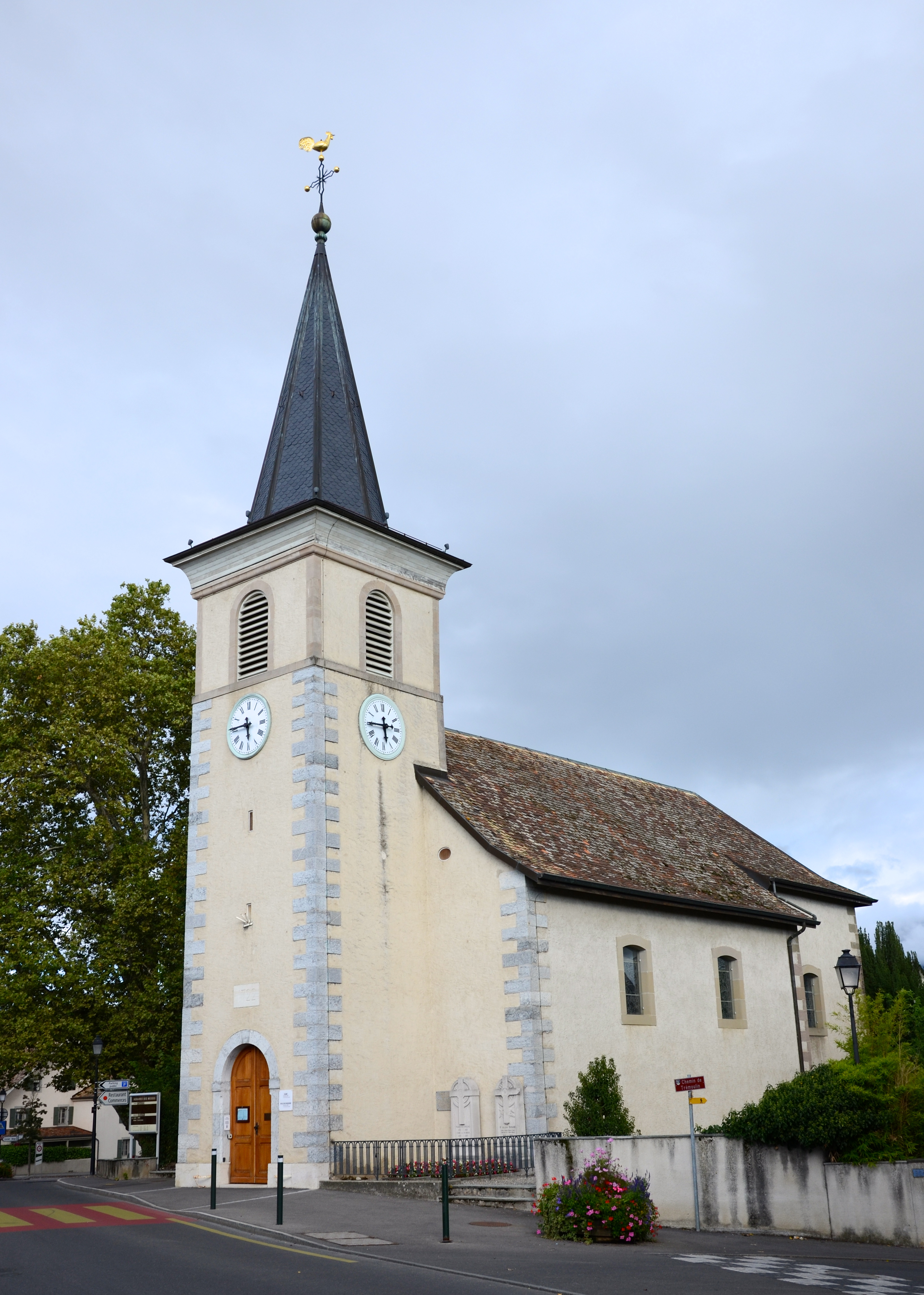
Kirche Saint-Pierre in Meinier

- Festes Haus La Tour (Gemeindehaus).[5]

## Persönlichkeiten
- Stéphanie zu Hohenlohe-Waldenburg-Schillingsfürst (1891–1972), auch «Hitlers Spionin» genannt, wurde am 16. Juni 1972 auf dem Dorffriedhof Meinier beerdigt.